# Materfer
Materfer є аргентинським виробником залізничних і дорожніх транспортних засобів, розташований в місті Феррейра у провінції Кордова. Компанія була створена FIAT Ferroviaria наприкінці 1950-х років, будучи її дочірнім підприємством до 1998 року.
Компанія Materfer у своїй історії будувала такі різновиди рухомого складу, як-от дизельні локомотиви, пасажирські вагони і трамваї, більшість з яких належать державній залізничній компанії Ferrocarriles Argentinos, що експлуатувала поїзди в Аргентині з 1948 по 1991 рік. Компанія також експортувала свою продукцію до Куби, Болівії, Уругваю та Чилі
У 1980-х роках в «Materfer» працювало 2500 чоловік, в основному на виробництві тепловозів, пасажирських вагонів і залізничних вагонів для аргентинського і міжнародного ринків. Фабрика випускала близько одного вагона в день. Materfer також виробляє комбайни під маркою «Maraní Agrinar». 
1998 року підприємство збанкрутувало і було закрите. 2002 року його купив підприємець Серхіо Таселлі і відновив роботу.

### Поточні моделі
- CMM 400-2 – дизель-поїзд
- MTF-3000 – дизельно-електричний вантажний локомотив.

## Галерея

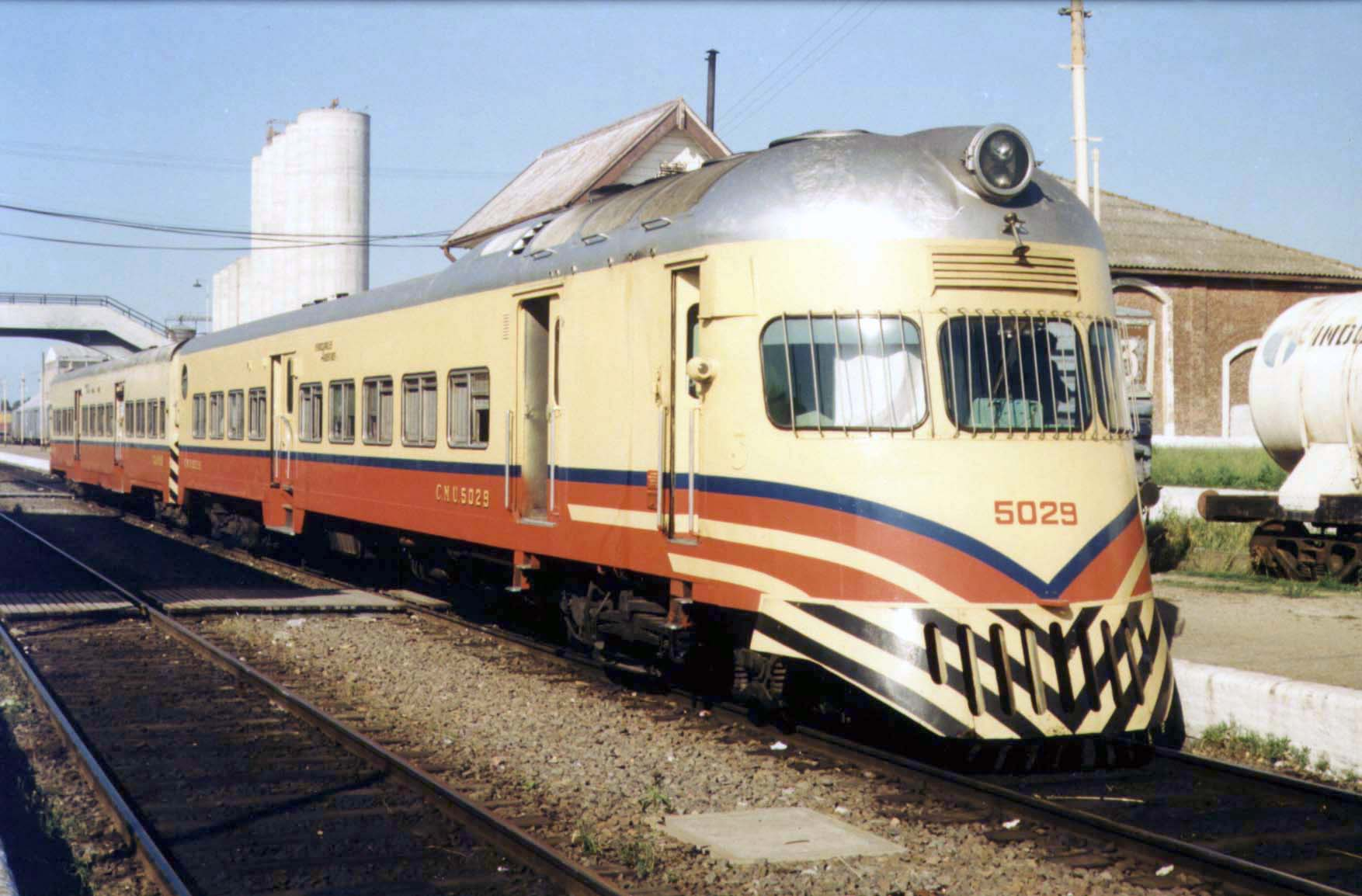
Дизельний поїзд 7131, вперше побудований 1962
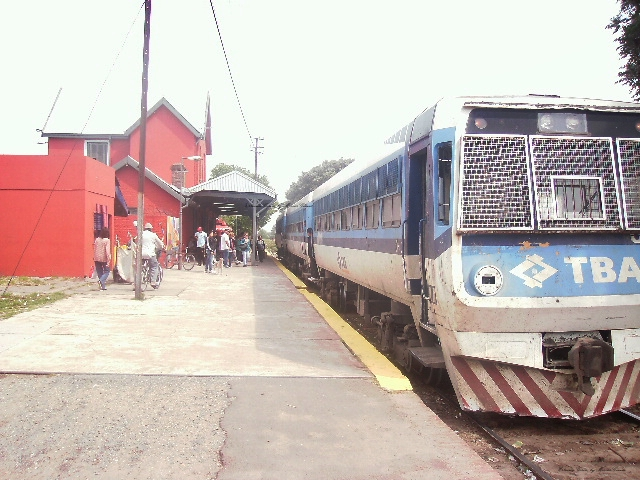
Легкорейкові вагони (Pitufo) у містечку Гарін
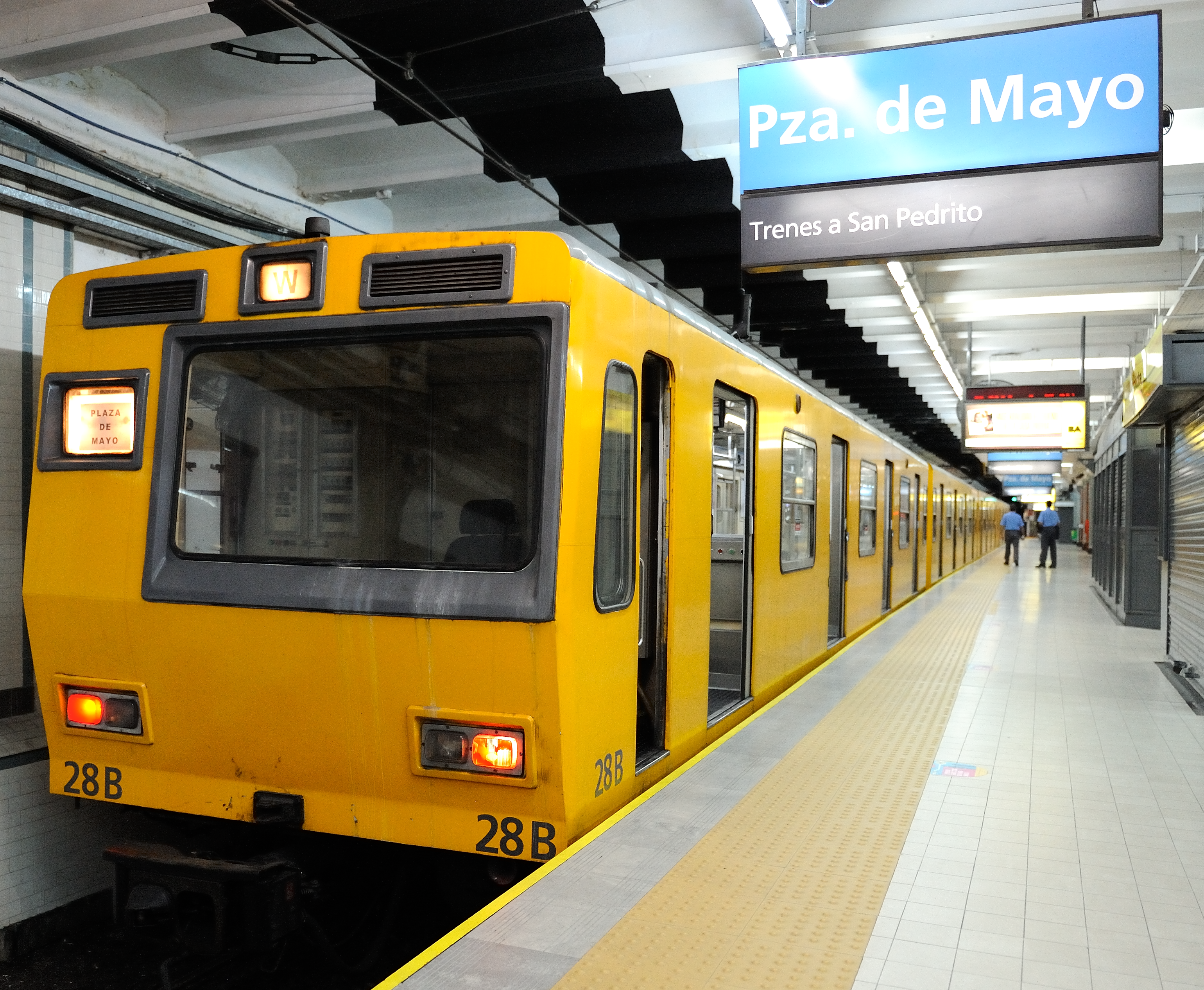
Поїзд Fiat-Materfer в метро Буенос-Айреса
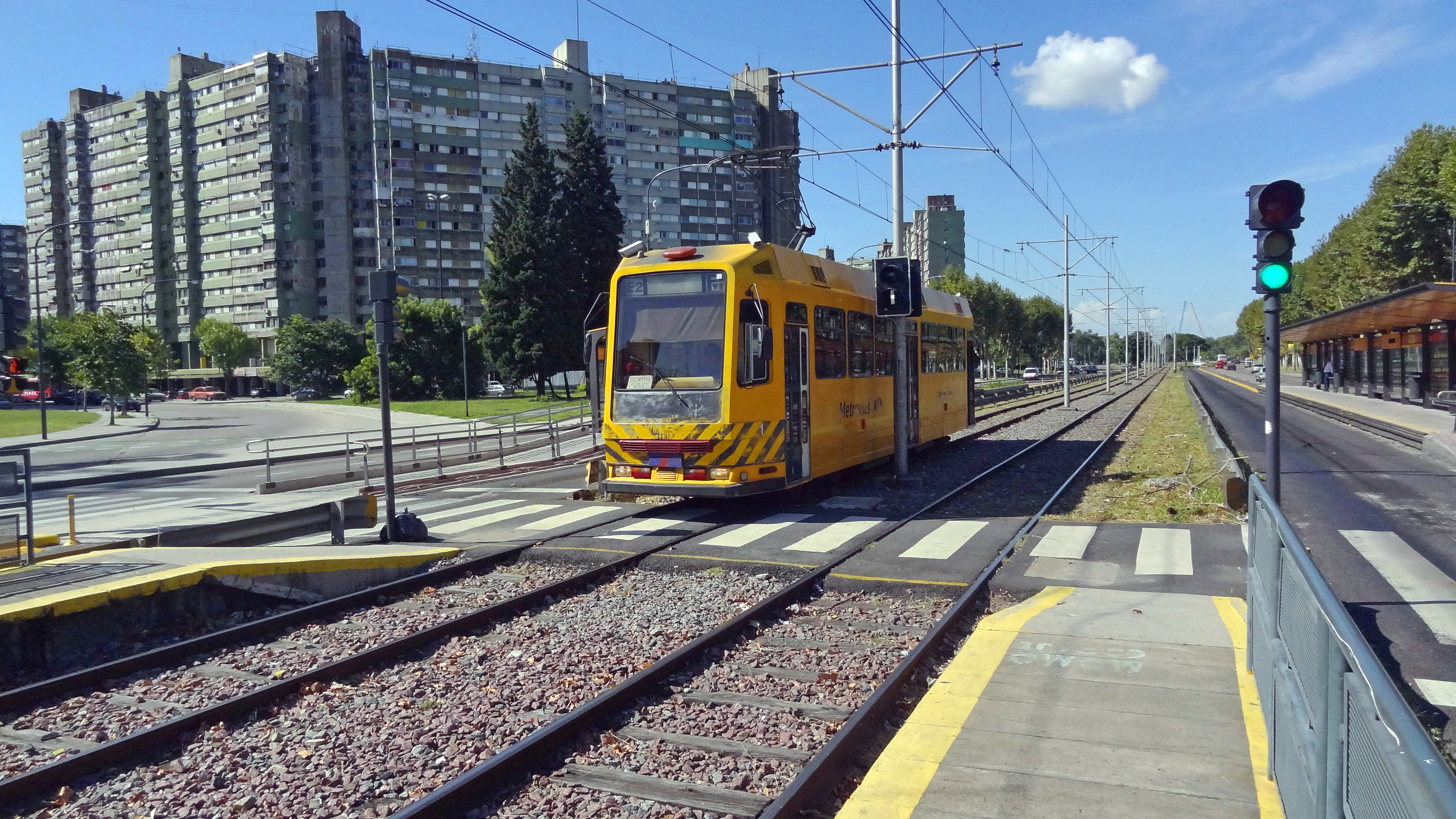
Трамвай виготовлений для метротраму у Буенос-Айресі
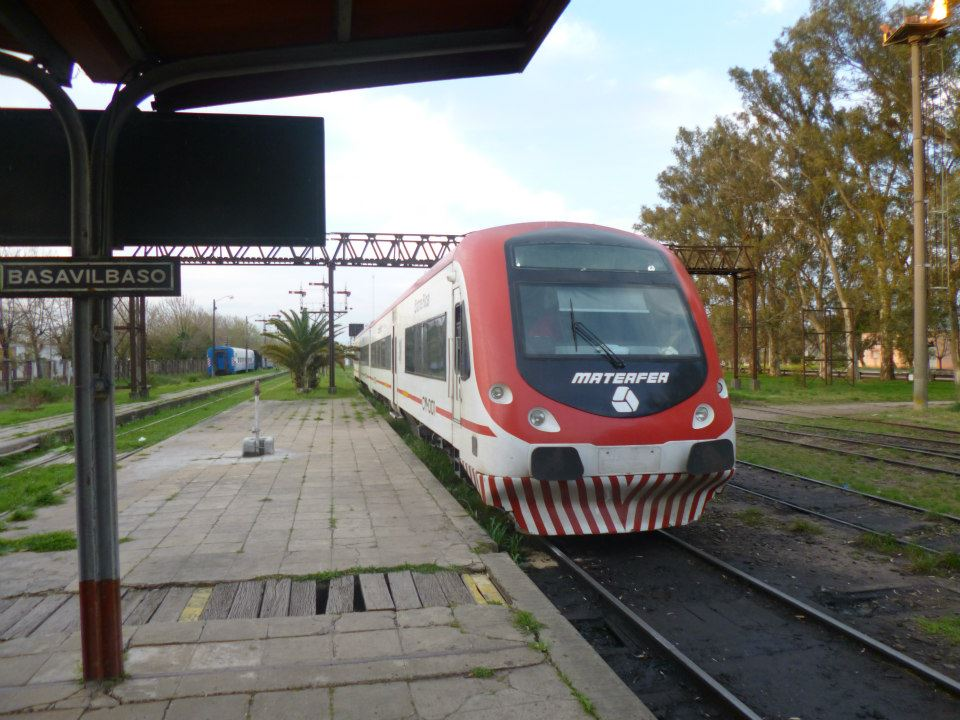
Materfer CMM 400-2
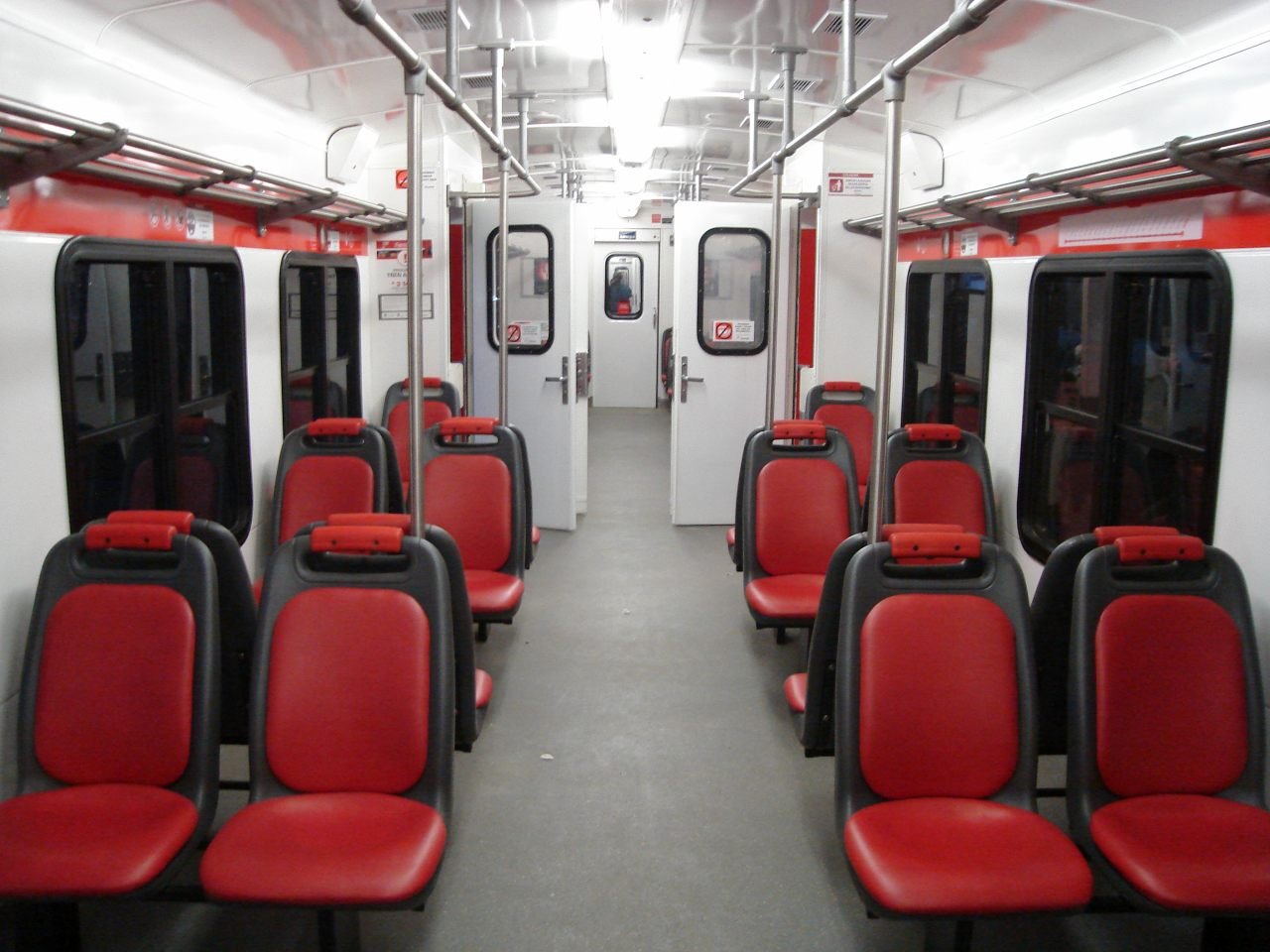
Інтер'єр автобуса
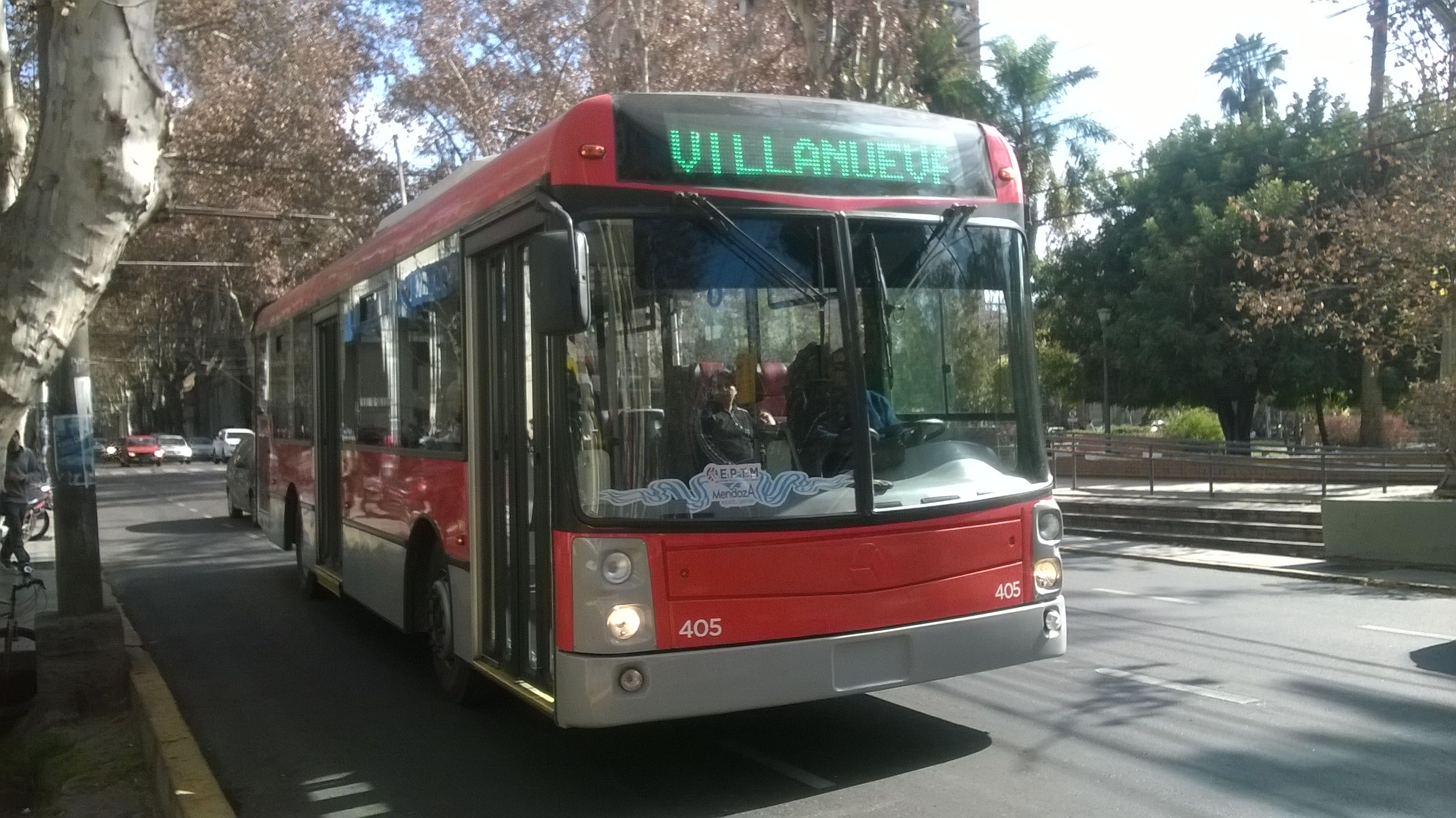
Тролейбус Materfer у Мендосі